# یولاندا آدامز
یولاندا آدامز (انگلیسی: Yolanda Adams؛ زادهٔ ۲۷ اوت ۱۹۶۱) یک هنرپیشه، خواننده، و خواننده-ترانه‌سرا اهل ایالات متحده آمریکا است.